# Ulf Carlsson
Ulf Carlsson (Falkenberg, 2 april 1961) is een Zweeds voormalig professioneel tafeltennisspeler en huidig -coach. Hij werd in 1985 wereldkampioen dubbelspel samen met zijn landgenoot Mikael Appelgren. Als lid van het Zweedse team won hij daarnaast het landentoernooi op de Europese kampioenschappen van 1980 en 1986.

## Actieve loopbaan
Carlsson maakte als speler drie WK-finales mee, waarvan hij de eerste won. Samen met zijn landgenoot Mikael Appelgren versloeg hij in de dubbelspelfinale van Göteborg 1985 het Tsjechoslowaakse koppel Jindřich Panský/Milan Orlowski. Datzelfde jaar stond de Zweed met het nationale team in de finale voor landenploegen tegenover China, evenals in New Delhi 1987. In beide gevallen waren de Chinezen te sterk.
De finale van het EK haalde Carlsson eveneens drie keer, ditmaal met twee keer goud als gevolg. Met de Zweedse ploeg versloeg hij in de eindstrijd van het landentoernooi in Bern 1980 de Sovjet-Unie, in Praag 1986 moesten de Hongaren eraan geloven. In 1986 haalde Carlsson samen met Mikael Appelgren ook de EK-finale in het dubbelspel, maar moest hij de titel aan zijn landgenoten Erik Lindh en Jan-Ove Waldner laten.
Carlsson speelde competitie in clubverband voor onder meer de Zweedse clubs Falkenbergs BTK, BTK Lyckeby en BTK Halmstad en Bundesliga-club TTC Simex Jülich. Met die laatste ploeg won hij in 1984 de European Club Cup of Champions, de voorloper van de European Champions League.